# Barrage de Koyna
 (janvier 2016).
Si vous disposez d'ouvrages ou d'articles de référence ou si vous connaissez des sites web de qualité traitant du thème abordé ici, merci de compléter l'article en donnant les références utiles à sa vérifiabilité et en les liant à la section « Notes et références ».
Le barrage de Koyna est un barrage dans le Maharashtra en Inde sur le Koyna. Il est associé à une centrale hydroélectrique de 1 960 MW.